# Droga wojewódzka nr 744
Droga wojewódzka nr 744 (DW744) – droga wojewódzka w województwach mazowieckim i świętokrzyskim o długości 42,5 km łącząca  DK12 w Radomiu z DK42 w Wąchocku. Na odcinku Radom - Wierzbica (17 km) droga jest przystosowana do ruchu ciężkiego. Droga przebiega przez dwa powiaty: radomski i starachowicki.
Od 15 lipca 2024 roku droga na odcinku Tychów Stary - Starachowice została zamknięta dla ruchu w związku z gruntowna przebudową drogi i budową ronda w miejscowości Tychów Stary. Na zamkniętym odcinku drogi dopuszczony jest ruch pojazdów uprzywilejowanych (pogotowie ratunkowe, straż pożarna, policja) oraz pojazdów Powiatowej Linii Komunikacyjnej. Prace przy rozbudowie drogi potrwają do końca września 2025 roku.

## Miejscowości leżące przy trasie DW744
- Radom (DK12)
- Trablice
- Mazowszany
- Parznice
- Maliszów
- Dąbrówka Warszawska
- Wierzbica (DW727)
- Osiny-Majorat
- Mirzec
- Tychów Stary
- Starachowice – obwodnica północno-zachodnia [4]
- Wąchock (DK42)